# Jigme Dorji Wangchuck
Jigme Dorji Wangchuck (2 mai 1929 à Tongsa (Bhoutan) - 21 juillet 1972 à Nairobi (Kenya)) est le troisième roi du Bhoutan, qui règne à partir du 27 octobre 1952 jusqu'à sa mort d'une crise cardiaque. Il est considéré comme le père du Bhoutan moderne.
Succédant à son père, Jigme Wangchuck, il abolit le servage et l'esclavage et opère une réforme agraire. Il rompt l'isolement de son pays, y introduit la modernité et lui fait faire les premiers pas vers la démocratisation.

## Biographie
Scolarisé en Inde et en Angleterre, Jigme Dorji Wangchuck parle couramment l'anglais, l'hindi et le tibétain.
Il prend pour épouse Ashi Kesang Choden Dorji, une cousine de Tashi Namgyal, roi (chogyal) du Sikkim, laquelle a fait ses études en Europe.
Succédant à son père Jigme Wangchuck mort en 1952, il met en place, avec le soutien de son épouse, des réformes internes.

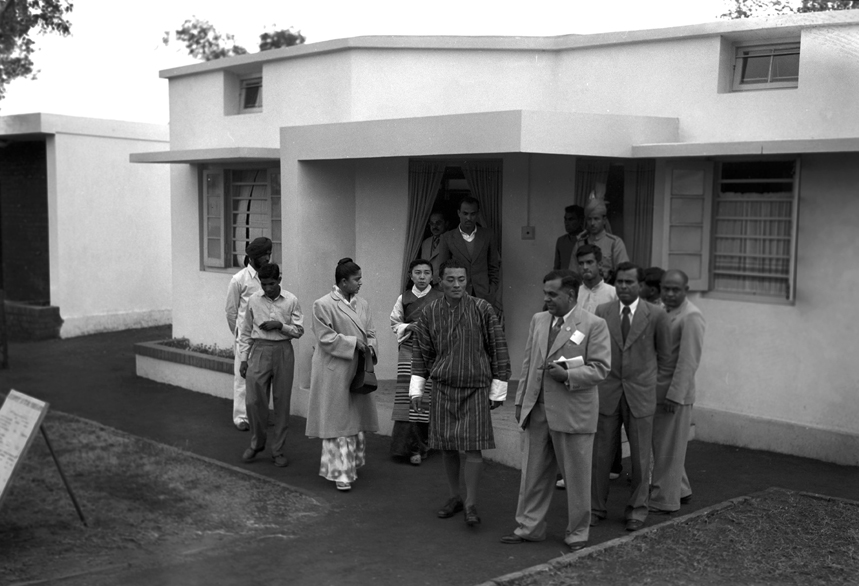
Jigme Dorji Wangchuk (au centre), en 1954

En 1953, il crée l'Assemblée nationale ou Tshogdu, la première assemblée parlementaire unicamérale du pays. Bien que le souverain puisse gouverner par décrets et opposer son véto aux résolutions prises par l'assemblée, l'instauration de celle-ci constitue un premier pas important vers l'établissement d'une monarchie constitutionnelle.
En 1956, il abolit le servage et l'esclavage, décrète l'interdiction de toutes les appellations péjoratives associées aux serfs, réorganise la propriété terrienne en distribuant les terres des grands propriétaires et des institutions monastiques.
Pour améliorer les relations du Bhoutan avec l'Inde, il invite le Premier ministre Nehru et sa fille Indira Gandhi en 1958. Après la prise de contrôle du Tibet par les Chinois en 1959, il comprend que pour préserver l'indépendance de son pays, ce dernier doit devenir membre de la communauté internationale.
Jigme Dorji Wangchuck accueille les réfugiés tibétains et, avec l'aide du gouvernement indien, fournit le nécessaire pour fonder des communautés agricoles.
En 1959, l'Assemblée nationale, sous la conduite du roi, instaure un code civil et un code pénal, réunis sous le nom de Thrimzhung Chhenmo (« Code suprême »).
Il instaure une haute cour de justice, réorganisant le système judiciaire,.
Tout en introduisant la modernité au Bhoutan, il met l'accent sur la préservation des traditions et de la culture bhoutanaise.
Il encourage certaines innovations pour aider la paysannerie et introduit les véhicules à roue (auparavant le transport des récoltes et des personnes se faisait à dos d'homme).
En 1961, le Bhoutan émerge d'un isolement qu'il s'était imposé et commence un processus de développement planifié. Le premier plan quinquennal de développement économique entre en application avec l'aide de l'Inde pour le financement et la construction du barrage hydroélectrique de Chukha dans l'ouest du Bhoutan.
Le pays s'attelle à la construction de routes reliant les plaines de l'Inde au Bhoutan central. Une route praticable par tous les temps est achevée en 1962 entre Thimphou et Phuntsholing, ville marquant l'entrée du pays par voie terrestre à la frontière sud-ouest avec l'Inde.
En 1962, le Bhoutan adhère au plan de Colombo, ce qui lui donne accès à une aide des pays membres d'Asie du Sud-Est.
Il crée l'Armée royale du Bhoutan en 1963, et une force de police en 1965.
Une opposition au changement s'étant fait jour, le premier ministre Jigme Palden Dorji, membre de la puissante famille Dorji (en) et partisan du changement, est assassiné le 5 avril 1964, à Phuentsholing dans des circonstances troubles au centre desquelles se trouve la maîtresse du roi, Yangki Lhamo.
En 1965, le roi établit un Conseil consultatif royal (Lodoi Tsokde).
En 1966, il renforce les pouvoirs de l'Assemblée nationale de façon qu'elle puisse le destituer ainsi que ses successeurs avec une majorité des deux tiers. Afin d'accroître l'efficacité des services gouvernementaux, il fait de Thimphou la capitale unique, et non plus saisonnière, du pays.
En 1968, il crée le premier conseil des ministres (Lhengye Zhungtshog). La même année voit la création d'une monnaie nationale, le ngultrum, et l'ouverture de la Banque nationale.
En 1969, le Bhoutan crée un service postal et rejoint l'Union postale universelle.
En 1971, après avoir joui du statut d'observateur trois ans durant, le pays devient membre des Nations unies par la résolution 292. La même année, l'Inde et le Bhoutan mettent en place des relations diplomatiques officielles et échangent des ambassadeurs.
Ayant connu sa première attaque cardiaque à l'âge de vingt ans, Jigme Dorji Wangchuck fait de fréquents voyages à l'étranger pour raisons médicales. Il meurt le 21 juillet 1972 à Nairobi au Kenya, alors qu'il se rend en Suisse pour y recevoir un traitement médical.
Pendant son règne, on construit 1 770 km de routes, le nombre d'écoles est porté à 102 et le nombre d'hôpitaux à six.[réf. nécessaire]. Le principal hôpital du pays localisé à Thimphou et fondé en 1972 est par ailleurs nommé en son hommage et s'appelle l'Hôpital national de référence Jigme Dorji Wangchuck.
Le dzongkha devient la langue officielle du pays. Un musée national est édifié à Paro. Thimphou voit la construction d'une bibliothèque nationale, d'un centre des archives nationales, d'un stade national, ainsi que de bâtiments destinés à abriter l'assemblée nationale, la haute cour de justice (Thrimkhang Gongma) et autres institutions gouvernementales.
Il a eu quatre filles et un fils avec son épouse Ashi Kesang Choden Dorji ainsi que deux autres fils et une fille d'une concubine, Yangki (née en 1940), femme de Chiru Lamo, un domestique royal, et fille de Kanaibhu, d'origine tibétaine). Son fils, Jigme Singye Wangchuck, lui succède à sa mort. 
Le Chörten commémoratif de Thimphou, élevé à la mémoire de Jigme Dorji Wangchuck par sa mère Puntsho Choden (en) en 1974, est l'un des lieux de dévotion préférés des habitants de Thimphou.

## Parrainage
- Membre à vie et parrain de la Société de la Maha Bodhi.